# Sukuna-hikona
Sukuna-hikona (少 彦 名 神, noto anche come Sukunabikona, Sukuna-bikona, Sukuna-biko-na, Sukuna-biko) è il kami shintoista degli onsen, dell'agricoltura, del sake, della conoscenza, della guarigione e della magia. Per le ultime due, è noto per essere un grande maestro di magia e stregoneria. Il suo nome significa "il piccolo signore della fama". Secondo il mito, è figlio di Kamimusubi, la quale fa parte della triade di divinità creatrici insieme a Takamimusumi e Ame no minaka Nushi. Viene spesso descritto come un nano e associato a Ōkuninushi. È conosciuto come "divinità immigrata", in quanto è venuto dall'altra parte del mare.

## Avventure con Ōkuninushi
Un giorno, mentre Ōkuninushi si trovava al Capo di Miho, vide una piccola barca realizzata con un fiore muoversi sulle onde. Dentro c'era un piccolo uomo, non più grande di un pollice. Ōkuninushi lo prese in braccio gli chiese il suo nome, ma lui non rispose e lo morse sulla guancia. Poi un rospo, che aveva assistito alla scena, disse di portare Sukuna-hikona a Kuebiko, il kami dell'agricoltura. Quando Kuebiko vide il nano, disse: «Quello è Sukuna-hikona figlio di Kamimusubi».  Ōkuninushi rimase scioccato dal fatto che un essere così piccolo potesse essere il figlio di una dea così potente.
Ōkuninushi portò Sukuna-hikona a Kamimusubi, la quale confermò che si trattava di suo figlio e che le era caduto dalle dita. Kamimusubi ordinò al proprio figlio di aiutare Ōkuninushi, il quale era stato incaricato di ultimare la costruzione della terra del Giappone. Nel corso di questa missione, Sukuna-hikona inventò ogni sorta di medicina e cura per tutti i tipi di malattie e mise appunto diversi incantesimi di protezione.
La tradizione vuole che Sukuna abbandonò il suo compagno di avventure presso l'isola di Awaji, arrampicandosi su un chicco di miglio, che s'immerse sotto il suo peso e rimbalzò, lanciandolo verso il mitico paese di Tokoyo no Kuni. Il fatto che non sia andato incontro a una morte naturale, lo rende un Marebito.

## Divinità delle sorgenti termali
In una delle avventure in compagnia di Ōkuninushi, Sukuna-hikona si ammalò. Così, i due si recarono assieme alle sorgenti termali di Dōgo, dove Ōkuninushi mise Sukuna-hikona nell'acqua calda per rianimarlo. Sukuna-hikona si mise a riposare e quando si svegliò, fu guarito e cominciò a ballare su una pietra. Le sue impronte, divenute famose con il nome di Tamanoishi, rimasero impresse sulla roccia, che oggi è conservata a nord dell'edificio principale della stazione termale di Dōgo. La capacità della sorgente termale naturale di curare una divinità conferiva alle acque e alla terra stessa da cui provenivano un'importanza divina.

## Altri patrocini

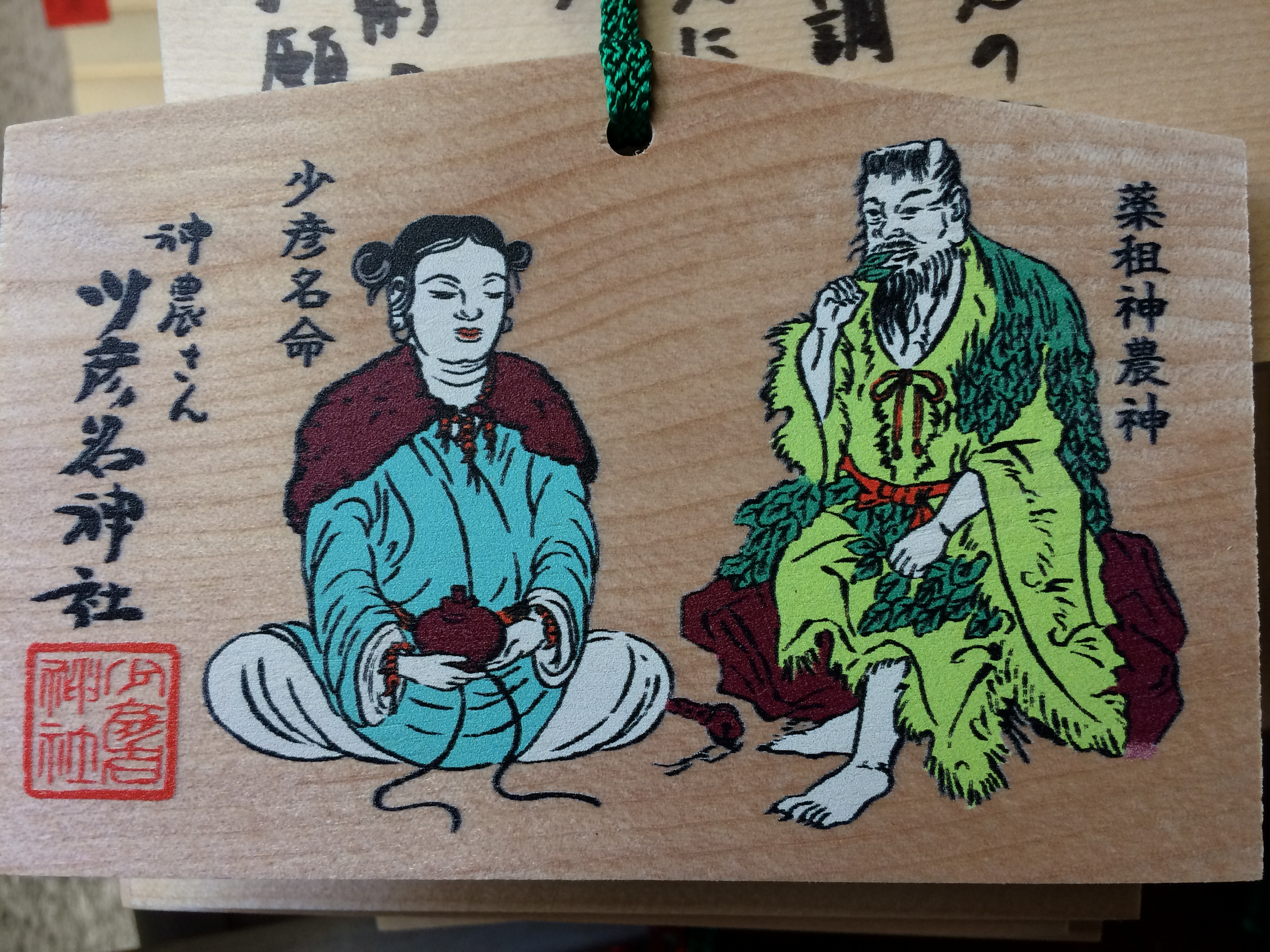
Tavoletta di preghiera (posteriore) del Santuario Sukuna-hikona di Osaka (Giappone) che mostra le divinità medicinali Sukuna-hikona (Giappone) e Shennong (Cina)

Essendo la divinità della guarigione, a Sukuna-hikona è attribuita l'invenzione di ogni tipo di cura per diverse malattie, sia degli esseri umani che degli animali. Per la protezione accordata all'imperatrice Jingu, che era incinta al momento del suo viaggio, è invocato anche per la protezione della salute delle donne, per i loro disturbi riproduttivi e i problemi di fertilità e per un parto sicuro.
Esso è invocato per la protezione contro "calamità", eufemismo usato per indicare le forze invisibili o spirituali, e "cose striscianti", ovvero insetti, serpenti e altri parassiti che potrebbero danneggiare i raccolti. In quanto dio dell'agricoltura, i contadini lo pregavano a protezione dei loro raccolti. In qualità di Marebito e figlio di Kamimusubi, Sukuna-hikona sarebbe onnisciente e abile nella magia e offrirebbe protezione dagli incantesimi.

## Inventore del sake
Alcune tradizioni gli attribuiscono anche l'invenzione del sake e il merito di aver insegnato alla gente come preparare la bevanda dal riso.
Nel Kojiki, l'imperatrice Jingū fa un brindisi al banchetto attribuendo alla divinità Sukuna-hikona la creazione del sake.
In virtù di questo dono, Sukuna-hikona e spesso associato alla dea del cibo Uke-mochi. Sia Sukuna-hikona che Uke-mochi sono venerati in forma di pietre sacre in un tempio nell'ex-provincia di Noto.

## Santuari
Nello shintoismo si crede che le divinità, ritenute onnipresenti e onniscienti, risiedano all'interno di oggetti sacri conservati nei santuari ed è possibile che una divinità si trovi in più di un luogo alla volta.
Un santuario in cui risiede Sukuna-hikona è l'Isosaki-jinja di Oarai. Nel libro di storia giapponese Montoku Jitsuroku si racconta che Ōkuninushi e Sukuna-hikona discesero sulla terra nell'856, proclamando che erano tornati per aiutare la gente del paese e un santuario fu costruito per onorare il loro ritorno. Sukuna-hikona è una delle divinità shintoiste che risiedono sul monte Mitake. Nel 2014 il santuario di Sukuna-hikona nella città di Ozu, nella prefettura di Ehime, è stato inserito nella lista dei monumenti in pericolo dalla World Monument Foundation. Nell'ex-provincia di Noto si dice che gli idoli di pietra rappresentino Sukuna-hikona e Uke-mochi.
Un suo santuario si trova anche ad Awashima a Wakayama. Durante un viaggio sul mare, l'imperatrice Jingu s'imbatté una tempesta e la sua nave quasi affondò. Approdata sull'isola di Awashima, scoprì il santuario per Sukuna-hikona, che pregò per ottenerne la protezione, promettendo che avrebbe costruito un santuario più grande in suo onore. Essendo scampata alla disgrazia, l'imperatrice mantenne la sua promessa, finendo per essere venerata nel santuario insieme a Sukuna-hikona e a Ōkuninushi. L'imperatrice Jingu era così devota a Sukuna-hikona, che intagliò una bambola a sua somiglianza, un hina-ningyō. Secondo il mito, questa sarebbe l'origine della bambola Hina.
In un altro mito, Harisaijo, la figlia di Amaterasu, venne esiliata nell'isola di Awashima a causa di un disturbo femminile. Lì s'imbatté nel santuario di Sukuna-hikona e giurò di aiutare tutte le donne.